# Schlacht bei Ragaz
Etzel · Pfäffikon · Grüningen I · Freienbach · Blickensdorf · Hirzel · Bremgarten · Regensberg · Grüningen II · St. Jakob an der Sihl · Greifensee · St. Jakob an der Birs · Erlenbach I · Koblach · Sargans · Wil · Kirchberg · Wolfhalden · Obertoggenburg · Wigoltingen · Erlenbach II · Männedorf · Wollerau · Ragaz
Die Schlacht von Ragaz war ein militärischer Konflikt, der am 6. März 1446 im Verlaufe des Alten Zürichkriegs im heutigen Bad Ragaz, Kanton St. Gallen, Schweiz im Zuge der Kämpfe um das Sarganserland ausgetragen wurde.
Die Gegner waren auf der einen Seite die Kontingente der eidgenössischen Acht Alten Orte mit deren Verbündeten (ohne die Zürcher) und auf der anderen Seite Truppen der Habsburger, und deren verbündeten Adligen sowie der Reichsstadt Zürich. Diese letzte grosse militärische Auseinandersetzung des Alten Zürichkriegs beendete diesen trotz eines klaren eidgenössischen Sieges nicht unmittelbar, trug jedoch erheblich zu der beiderseitigen Kriegsmüdigkeit und dem zunehmenden Willen zu Friedensverhandlungen bei.

## Vorgeschichte
Nach der vorangegangenen Niederlage der mit Habsburg verbündeten Zürcher 1443 in der Schlacht bei St. Jakob an der Sihl und dem Rückzug der Armagnaken 1444 nach der Schlacht bei St. Jakob an der Birs erliess König Friedrich III. von Habsburg in dieser Sache einen Aufruf an die Reichsfürsten zum Kampf gegen die Eidgenossenschaft. Dadurch entwickelte sich aus dem Alten Zürichkrieg am 30. August 1444 ein Reichskrieg und zahlreiche süddeutsche Grafen, Ritter und Herren zogen deshalb in der Folge in den Krieg gegen die Eidgenossen und ihre Verbündete. Der Kriegsschauplatz verlagerte sich zunehmend in die Ostschweiz; zwischen dem Bodensee und Chur brach ein Kleinkrieg aus, der sich bis 1446 hinzog und im Wesentlichen aus mehreren Beutezügen beider Parteien bestand. Nur zweimal kam es zu grösseren Vorstössen Habsburgs gegen die Eidgenossenschaft, 1445 gegen Appenzell und Toggenburg (→Gefecht bei Kirchberg und Schlacht bei Wolfhalden) und 1446 im Sarganserland.
Hauptsächlich betroffen von den eidgenössischen Übergriffen waren neben den habsburgischen Gebieten diejenigen der verschiedenen Linien der Grafen von Montfort und von Werdenberg sowie der Freiherren von Brandis. Der Konflikt hatte sich ursprünglich zwischen Glarus und den Herren von Brandis sowie den Grafen von Werdenberg entzündet, weil Glarus Anspruch auf die Herrschaften Freudenberg und Nidberg erhob und diese im Mai und September 1444 widerrechtlich besetzte.  Wolfhard V. von Brandis, der habsburgische Vogt von Feldkirch, erklärte Glarus und Schwyz deshalb am 29. November, Heinrich II. von Werdenberg-Sargans am 30. November 1444 «als ein graf des richs» den Krieg. Somit vollzogen beide Adligen einen Seitenwechsel, zumal sie im Schwyzer und Glarner Landrecht standen und letztere dem Werdenberger Ende Oktober 1440 behilflich waren, die Zürcher aus dem Sarganserland zu vertreiben und gemeinsam das Stadtzürcher Territorium zu verheeren. Nach dem Kilchberger Frieden am 1. Dezember 1440 verblieb den Zürchern im Sarganserland formell nur die Herrschaft Flums.
Nachdem Wolfhard von Brandis am 1. Dezember 1444 mit einem angeblich 6.000 Mann starken Heer die Glarner und Schwyzer zum Rückzug gezwungen hatte, griffen die Eidgenossen ab dem 3. Februar 1445 in den östlichen Kriegsschauplatz ein. Nach ihrer Rückkehr von einem Kriegszug ins untere Vorarlberg beschlossen sie am 5. Februar einen Zug gegen die Herren von Brandis und Graf Heinrich II. von Werdenberg-Sargans. Sie überquerten beim Schollberg den Rhein, verbrannten Balzers und am 12. Februar nach einwöchiger Belagerung auch das Städtchen Sargans; sie erpressten von Mels und Flums je 1.000 Gulden Schutzgeld und kehrten danach beutebeladen über Weesen nach Hause zurück. Das Schloss Sargans und Walenstadt konnten dagegen gehalten werden.
Am 14. Februar 1446 beschloss die Tagsatzung in Luzern einen weiteren Kriegszug gegen das Sarganserland. Dieser Zug erfolgte auf Anregung der verbündeten Appenzeller und richtete sich in erster Linie gegen das Territorium Wolfharts von Brandis, dessen Besitzungen im Bereich des heutigen Fürstentum Liechtenstein lagen, wo österreichisches Kriegsvolk gesehen worden sei. Da dieses zu dem Zeitpunkt bereits abgezogen war, verwüsteten die Eidgenossen das Sarganserland, Ragaz und Maienfeld und wandten sich gegen Triesen. Sie lieferte sich mehrere Scharmützel über den Rhein mit den Truppen des Herren von Brandis.

## Verlauf
Da der zuvor abgesprochene Zuzug durch die Appenzeller und die Toggenburger von Gams her aus unbekannten Gründen nicht stattfand, zog sich das 1.100 bis 1.200 Mann starke eidgenössische Heer unter dem Glarner Landammann Jost Tschudi dem Älteren und dem Schwyzer Landammann Ital Reding dem Jüngeren am 5. März 1446 nach Mels zurück, um das Nachtlager aufzuschlagen und das weitere Vorgehen vor allem auch gegen die sich nach wie vor in gegnerischer Hand befindlichen festen Plätze Sargans und Walenstadt zu besprechen. Sie zwangen einen Teil der lokalen Bevölkerung zur Huldigung, wobei ein Grossteil die Eidleistung verweigerte und ausser Landes floh.
Noch am selben Abend erfolgte der österreichische Gegenstoss; es setzte ein «unzählbar starkes» Heer (dessen Stärke wird auf 4.000 bis 6.000 Mann geschätzt) – vor allem aus Vorarlberg, von der Etsch, aus dem Hochstift Chur sowie aus dem Prättigau – von der Grafschaft Vaduz aus unter dem Kommando von Hans von Rechberg (seit kurzem Schwiegersohn von Heinrich II. von Werdenberg-Sargans) und Wolfhard V. von Brandis über den Rhein und besetzte Ragaz. Rechberg und Brandis teilten das Heer in zwei Kontingente auf; das erste lagerte im Dorf Ragaz, das zweite auf den Äckern in der Baschärebene nördlich des Dorfes. Die in Mels lagernden Eidgenossen zogen noch in der Nacht auf den 6. März über Wangs und Vilters nach St. Leonhard unterhalb der Burg Freudenberg, um einen Überraschungsangriff von der Höhe herab durchzuführen.
Dieser konzentrierte Vorstoss gegen die beim Frühstück sitzenden Gegner erfolgte in den Morgenstunden des Fridolinstags (6. März) «nebent dem Dorf herab» gegen die feindlichen Linien, von wo ihnen Geschützfeuer entgegenschlug, welches eine halbe Meile (ca. 7 Kilometer) weit zu hören gewesen sein soll. Ein Teil der feindlichen Berittenen unter Freiherr Paul vom Stein versuchte erfolglos, die eidgenössischen Linien zu durchbrechen. Nach längerem Kampf gewannen die Eidgenossen die Oberhand, was den Gegner zum fluchtartigen Rückzug über den Rhein zwang. Ein Angriff der österreichischen Reiterei verhinderte zunächst eine sofortige feindliche Verfolgung, wodurch die Fliehenden zunächst noch eine Chance erhielten zu entkommen. Der Rhein führte zu dieser Zeit Hochwasser, und erst dort geriet die österreichische Niederlage zu einer Katastrophe für die Österreicher. Die Reiter konnten sich zu einem Grossteil über den Rhein in Sicherheit bringen, doch viele der Fussknechte ertranken oder wurden von den nun nachsetzenden Eidgenossen niedergemacht.

## Verluste
Nach zeitgenössischen Angaben sollen in der Schlacht um die 900 Mann des habsburgischen und etwa 100 Mann aus dem eidgenössischen Heer gefallen sein, nach anderen Angaben betrugen sich die österreichischen Verluste allein aus Vorarlberg auf 400–500 Gefallene, 42 Mann davon aus der Stadt Feldkirch. Das Banner der Herren von Brandis ging verloren und wurde später in die Kirche von Sarnen verbracht; zudem fiel eine grosse Beute an Harnischen, Feldkanonen, Pulver, Armbrüsten und Proviant den Eidgenossen in die Hände. Unter Geleitschutz konnten Frauen und Geistliche die Gefallenen im März 1446 abtransportieren.

## Folgen
Die Eidgenossen nützten ihren beachtlichen Sieg nicht aus, sondern räumten bald darauf wieder das Land. Bereits Anfang April 1446 besetzten Hans von Rechberg und Wolfhart von Brandis das Sarganserland erneut mit einem Heer von um die 4.000 Mann und nahmen das Gebiet wieder für die Grafen von Werdenberg-Sargans in Besitz, so dass die Schlacht bei Ragaz weder militärisch, politisch noch territorial entscheidend war. Einige Sorge bereiteten den Eidgenossen auch der aufkeimende, potentiell gefährliche Freiburgkrieg – ein separater Konflikt von Bern und Savoyen mit dem bis dahin österreichischen Freiburg im Üechtland – und die Bedrohung durch den seit 1443 währenden separaten Konflikt der Städte Basel, Solothurn und Bern mit den umliegenden habsburgischen Dienstadel.
Doch trat letztlich aufgrund der militärischen Pattsituation, der Kriegsmüdigkeit und wohl auch aufgrund des ausbleibenden Handels und der Kriegskosten drei Monate später der Waffenstillstand vom 12. Juni 1446 in Kraft, der die Kampfhandlungen beendete. Nach vierjährigen Verhandlungen kam es dann 1450 zum Frieden von Einsiedeln. Zürich erhielt fast alle Gebiete zurück, musste dafür aber den Bund mit Österreich auflösen.
Das Datum der Schlacht, der Tag des Heiligen Fridolin (6. März), etablierte sich in weiten Teilen der Alten Eidgenossenschaft, insbesondere in Glarus, als Schlachtfeiertag. In Ragaz soll auch der Obwaldner Rottmeister Niklaus von der Flüh gekämpft haben.